# Piotr Moniwid Dorohostajski
Piotr Moniwid Dorohostajski herbu Leliwa (zm. 1611) – wojewoda smoleński od 1605 i mścisławski od 1600, kasztelan miński.
Syn wojewody połockiego Mikołaja i Anny Woynianki. Brat Krzysztofa i Rainy I v. za Wacławem Agryppą II v. za Mikołajem Sapiehą.
Gorliwy kalwinista, prowizor ewangelicki.
Był wybrany prowizorem przez protestancko-prawosławną konfederację wileńską w 1599 roku. 